# Zwei Sommer (Fernsehserie)
Zwei Sommer (Originaltitel: Twee Zomers) ist eine belgische Miniserie aus dem Jahr 2022. Sie wurde von Tom Lenaerts und Paul Baeten Gronda entwickelt und produziert.

## Inhalt
Die Handlung spielt auf zwei Zeitebenen: im Sommer 1992 und 30 Jahre später, im Jahr 2022. Im Mittelpunkt steht eine Gruppe von sechs engen Jugendfreunden, die einst einen traumatischen Vorfall auf einer Ferieninsel erlebten. In der Gegenwart treffen sich dieselben Freunde erneut, diesmal auf einer luxuriösen Mittelmeerinsel, um das Leben zu feiern – bis sie mit einer schockierenden Erpressung konfrontiert werden.
Ein mysteriöses Video taucht auf, das eine Vergewaltigung aus ihrer Jugendzeit zeigt. Eine der Freundinnen, Sofie, war damals das Opfer. Die Freunde müssen sich mit ihren eigenen Erinnerungen, Schuldgefühlen und Geheimnissen auseinandersetzen. Im Laufe der Serie wird enthüllt, was damals wirklich geschah, wer die Täter waren.

## Produktion
Die Serie wurde von der belgischen Produktionsfirma Panenka produziert. Regie führte Tom Lenaerts, der auch das Drehbuch schrieb. Die Erstausstrahlung in Belgien erfolgte am 6. Februar 2022 auf Eén. Später erschien sie auf der Streaming-Plattform VRT MAX. Am 3. Juni 2022 wurde die Serie weltweit auf Netflix veröffentlicht.

## Besetzung und Synchronisation
Die deutsche Synchronisation entstand bei der Eclair Studios Germany GmbH, unter der Dialogregie und nach einem Dialogbuch von Stefan Fredrich.
| Rolle                    | Originalsprecher     | Deutsche Sprecher |
| ------------------------ | -------------------- | ----------------- |
| Romée Tanesy (1992)      | Marieke Anthoni      | Laura Oettel      |
| Romée Tanesy (2022)      | An Miller            | Katrin Zimmermann |
| Peter Van Gael (1992)    | Lukas Bulteel        | Tim Schwarzmaier  |
| Peter Van Gael (2022)    | Tom Vermeir          | Wolfgang Wagner   |
| Didier Verpoorten (1992) | Bjarne Devolder      | Max Felder        |
| Didier Verpoorten (2022) | Herwig Ilegems       | Stefan Krause     |
| Sofie Geboers (1992)     | Louise Bergez        | Moira May         |
| Sofie Geboers (2022)     | Inge Paulussen       | Schaukje Könning  |
| Luk Van Gael (1992)      | Tijmen Govaerts      | Julian Tennstedt  |
| Luk Van Gael (2022)      | Kevin Janssens       | Robert Glatzeder  |
| Saskia Van Dessel (1992) | Tine Roggemann       | Flavia Vinzens    |
| Saskia Van Dessel (2022) | Ruth Becquart        | Marieke Oeffinger |
| Stef Van Gompel (1992)   | Vincent Van Sande    | Sebastian Fitzner |
| Stef Van Gompel (2022)   | Koen de Bouw         | Frank Röth        |
| Lia Donkers (2022)       | Sanne-Samina Hanssen | Jessica Rust      |